# El modelo Ceibal
 El modelo Ceibal, libro realizado por el Plan Ceibal y la ANEP, publicado en 2011.

## Reseña
«El modelo Ceibal. Nuevas tendencias para el aprendizaje», reúne artículos que consideran distintos temas que involucran las tecnologías en el ámbito educativo y social. 
Por un lado se pensó en brindar diversos enfoques relacionados con la integración de la tecnología en las aulas, los centros y la comunidad. Por otro, analizar las nuevas formas de relacionarse, distintos escenarios para crear, comunicar, compartir y también para ejercer ciudadanía. 
El nivel de penetración y de impregnación de las tecnologías en la sociedad actual está determinado fundamentalmente por el contexto cultural, las prácticas y las interacciones sociales del entorno en que estas son aplicadas.